# Недзведзкий, Хенрик
Хе́нрик Влади́слав Недзве́дский (пол. Henryk Władysław Niedźwiedzki; 6 апреля 1933, Недзвяды — 9 февраля 2018, Варшава) — польский боксёр легчайшей и полулёгкой весовых категорий, выступал за сборную Польши в 1950-х годах. Бронзовый призёр летних Олимпийских игр в Мельбурне, участник многих международных турниров и матчевых встреч, заслуженный мастер спорта Польши. Также известен как тренер по боксу.

## Биография
Хенрик Недзведский родился 6 апреля 1933 года в деревне Недзвяды, Поморское воеводство. Активно заниматься боксом начал в раннем детстве, проходил подготовку в спортивных клубах «Быдгощ Брда» и «Легия Варшава». Благодаря череде удачных выступлений удостоился права защищать честь страны на летних Олимпийских играх 1952 года в Хельсинки, где тем не менее уже во втором своём матче на турнире единогласным решением судей проиграл финну Пентти Хямяляйнену, который в итоге и стал олимпийским чемпионом.
В 1953 году Недзведский завоевал серебряную медаль на первенстве Польши, два года спустя повторил это достижение и съездил на чемпионат Европы в Западный Берлин (вынужден был выступать здесь с травмированной рукой и выбыл из борьбы за медали уже на ранних стадиях турнира). Несмотря на травму, в 1956 году стал чемпионом Польши в полулёгком весе и прошёл квалификацию на Олимпийские игры в Мельбурн. На Олимпиаде сумел дойти до стадии полуфиналов, после чего по очкам проиграл советскому боксёру Владимиру Сафронову, будущему олимпийскому чемпиону и чемпиону Европы.
Получив бронзовую олимпийскую медаль, Недзведский продолжал выходить на ринг вплоть до 1960 года, но в последнее время уже не показывал сколько-нибудь значимых результатов и в больших международных турнирах участия не принимал. Всего в любительском олимпийском боксе провёл 220 боёв, из них 199 окончил победой, 17 раз проиграл, в четырёх случаях была зафиксирована ничья. После завершения спортивной карьеры работал тренером по боксу, подготовил многих талантливых бойцов. За выдающиеся спортивные достижения ему присвоено почётное звание «Заслуженный мастер спорта», кроме того, в 2004 году он получил награду имени Александра Рекши, ежегодно вручаемую наиболее прославленным польским боксёрам. Впоследствии вместе с семьёй проживал в Варшаве.
Умер от продолжительной болезни 9 февраля 2018 года в возрасте 84 лет.